# Vocabulaire du Talmud
Le Talmud de Babylone (ci-après Talmud, par commodité) est considéré comme la somme des traditions orales juives développées dans les académies de la terre d’Israël puis de Babylone jusqu’au vie siècle. Rédigé en judéo-araméen, il possède sa structure et son vocabulaire propres.

## Structure du Talmud

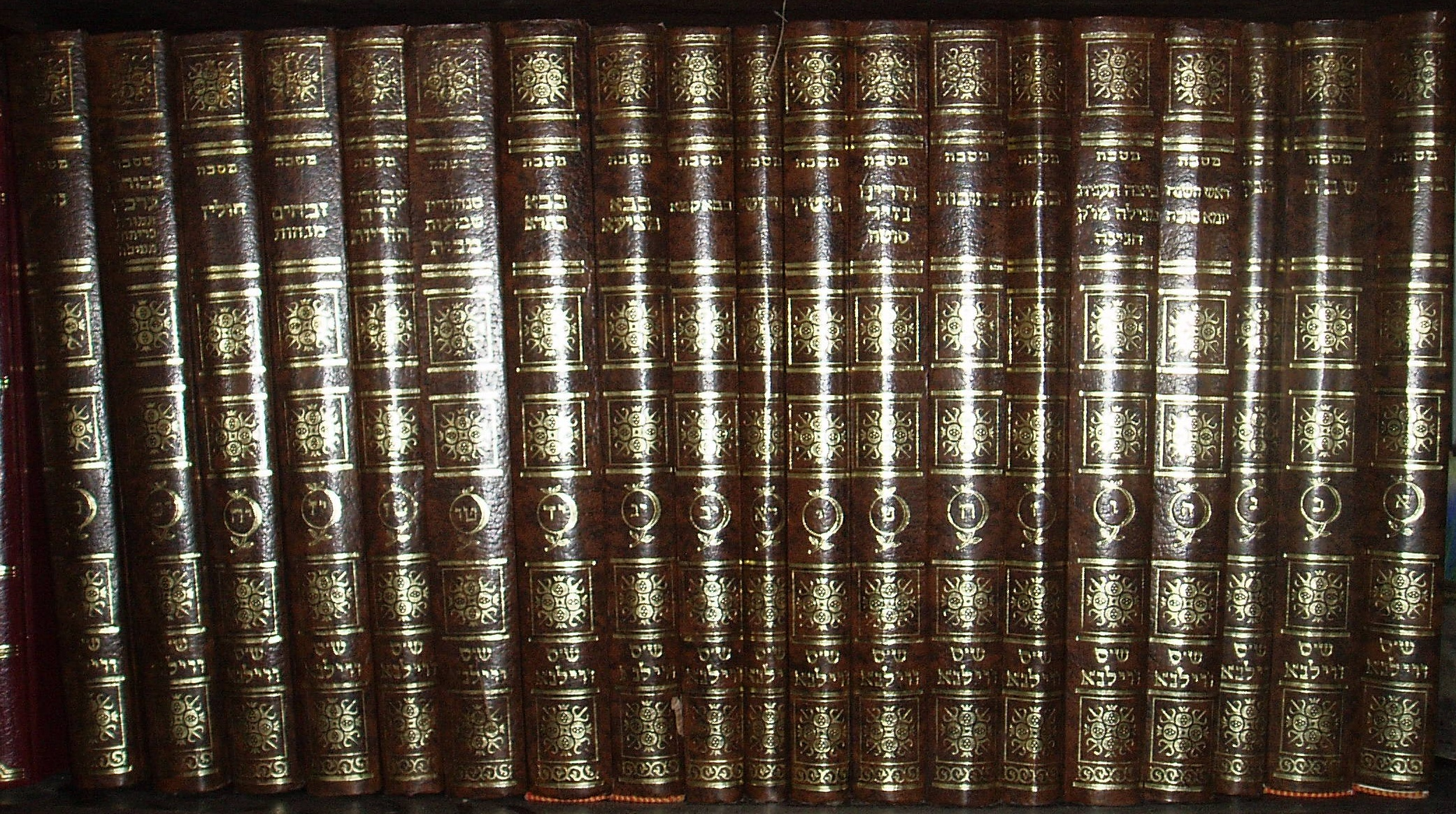

Le Talmud suit la structure de la Mishna qu’il discute. Il est donc divisé en six ordres (shisha sedarim, abbrévié Sha"s) qui couvrent chacun un domaine plus ou moins large: les lois agricoles (Zeraïm « Semences »), les temps fixés (Moëd « Temps fixé »), les lois relatives aux femmes (Nashim « Femmes »), les lois relatives aux dommages (Neziqin « Dommages »), les lois de sainteté (Kodashim « [Ustensiles et ingrédients] saints ») et les lois de pureté rituelle (Taharot « Puretés »).
Ces ordres contiennent un nombre variable de traités, les massekhtot — les traités de la Mishna ne sont cependant pas tous commentés dans le Talmud de Babylone, à l’image de l’ordre Zeraïm dont seul le premier traité, Berakhot, figure dans le Talmud de Babylone.
Chaque massekhet comporte un nombre variable de chapitres, lesquels contiennent un nombre variable d’articles, appelés mishnayot. Chaque mishna, formulée en hébreu, est accompagnée de sa guemara, laquelle est principalement rédigée en judéo-araméen, comprenant aussi des citations en hébreu ainsi que des termes empruntés aux civilisations avoisinantes (grec, persan, arabe etc.). Une guemara peut faire quelques lignes ou remplir plusieurs pages — elle est alors subdivisée en unités de pensée, les souguiyot, qui peuvent elles-mêmes traiter d’un ou plusieurs sujets (ʿinyanim).

### Structure d’un traité du Talmud
Les éditions courantes du Talmud de Babylone suivent le modèle de l’édition Vilna, laquelle reprenait elle-même le modèle de Daniel Bombergh. Celui-ci fait commencer la numérotation des pages du Talmud à la page 2 (bet selon la notation alphanumérique propre aux Juifs) après la page du titre, et fait enluminer l’incipit du traité (e.g. Meʾeimataï dans le traité Berakhot). Chaque page comprend deux folios, alef et bet, indiqués par un point (.) et un double point (:) afin de ne pas entraîner de confusion avec le numéro des pages qui figure lui aussi en lettres hébraïques (la page 27a sera ainsi notée kaf zayin., et appelée kaf zayin alef).

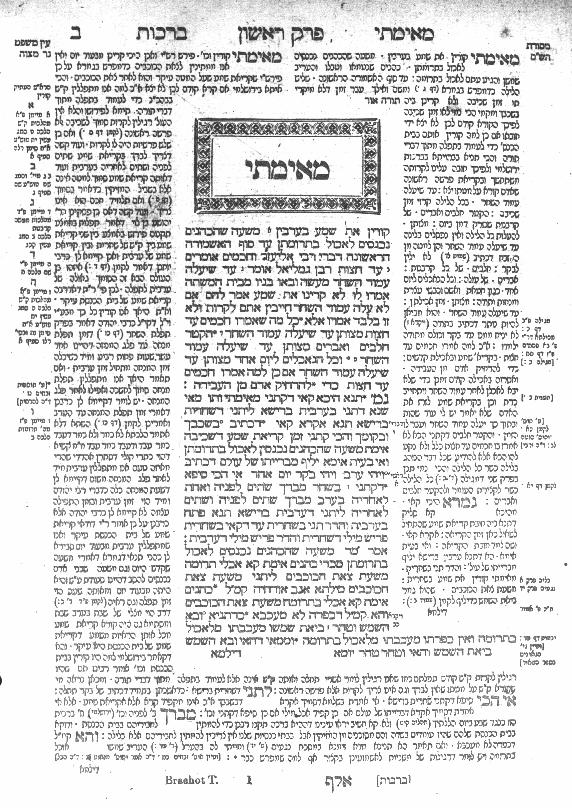
Traité Berakhot 2a (bet, alef en hébreu).
Pour plus d'information, voir l'anatomie d'un folio de Talmud

### Structure d’un folio du Talmud
Le texte est sommairement ponctué et n’est traditionnellement pas vocalisé (quelques imprimeurs fournissent une version vocalisée à la fin du xxe siècle, reprise dans nombres de sites en ligne). Le texte, comportant les mishnayot et leurs guemarot, figure au centre de la page en caractères imprimés carrés ; les commentaires classiques de Salomon ben Isaac (Rachi) et des tossafistes (Tossefot) l’entourent, et sont imprimés en caractères dits Rachi. Certains traités incluent en outre les commentaires plus anciens de Hananel ben Houshiel (Rabbenou Hananel), Nissim ben Jacob de Kairouan (Nissim Gaon) ou Guershom de Mayence (Rabbenou Guershom). Les marges externes portent des propositions de correction de Yoël Sirkis (Hagahot HaBa"h) ou d’Eliyahou de Vilna (Hagahot HaGr"a) ainsi que divers outils bibliographiques aux codes de lois: l’Eyn Mishpat et le Ner Mitsva renvoient aux codes de loi de Moïse Maïmonide, Jacob ben Asher ou Joseph Caro qui discutent des passages talmudiques du folio, le Torah Or renvoie aux passages bibliques qui y sont cités, et le Massoret HaSha"s n’est pas aux passages parallèles dans le corpus du Talmud lui-même ainsi que dans les Tossefot et d’autres ouvrages comme les Mekhiltaot. Enfin, le Guilyon HaSha"s comprend les notes et remarques de l’auteur de la Massoret HaSha"s tant sur le texte et ses commentaires que sur les notes marginales.

## Vocabulaire du Talmud
- Haut – A
- B
- C
- D
- E
- F
- G
- H
- I
- J
- K
- L
- M
- N
- O
- P
- Q
- R
- S
- T
- U
- V
- W
- X
- Y
- Z

### A
- Adraba: à plus forte raison
- Amar Mar/Mor (אמר מר « Le maître a dit ») : extrait d’un enseignement tannaïtique ou amoraïque formulé antérieurement.

### G
- Goufa (גופא litt. « corps ») : discute du « corps » d’une tradition tannaïtique ou amoraïque qui avait été mentionnée auparavant à titre accessoire

### I
- Itmar (איתמר « il a été dit ») : citation d’un enseignement formulé par les docteurs de la Guemara.

### M
- Maï beinayahou (מאי בינייהו qu’y a-t-il entre eux ?) : demande la différence pratique entre deux opinions semblables a priori
- Maï taʿamaʾ (מאי טעמא Quel est le sens?)
- Matkif (מתקיף): une contradiction résolue
- Matnita (judéo-araméen babylonien : מתניתא « Une mishna »): malgré son nom, c’est une baraïta, contrairement à matnitin (judéo-araméen babylonien : מתניתין « Notre mishna ») qui renvoie généralement à la mishna en cours d’étude mais peut faire référence à la Mishna, c’est-à-dire le corpus de lois orales compilées par Juda Hanassi.
- Meitivei (מתיבי): contradiction avec une opinion provenant d'une source légale ayant préséance sur cette opinion, par exemple:
  - une opinion d'un Amora en désaccord avec celle d'un Tanna (consignée dans la Mishna ou dans une baraïta)
  - une opinion d'un Tanna en contradiction avec un verset de la Bible hébraïque
- Mina hanei milei (judéo-araméen babylonien : מנא הני מילי d’où [tire-t-on] ces mots?)/minalan (מנלן d’où [cela] nous [vient-il]?): clarification du verset biblique ou de l’exégèse rabbinique qui ont donné lieu aux enseignements discutés

### T
- Tanaʾ ou Tanʾah: (תנא « il a enseigné »): introduit une baraïta généralement brève explicitant la mishna
- Tannou rabbanan (תנו רבנן « nos maîtres ont enseigné »): citation d’une tradition tannaïtique extra-mishnaïque qui est cependant connue de plusieurs de ses docteurs, ce qui lui confère une autorité presque équivalente. Les traditions introduites par tannou rabbanan sont souvent issues de la Tossefta, recueil de traditions attribuées aux disciples directs de Juda Hanassi.
- Tanya (תניא « il est enseigné »): enseignement d’une baraïta transmise au nom d’un seul docteur qui est souvent nommément cité.
- Tnan (תנן « nous avons enseigné »): citation d’une mishna
- Tnina (תנינא « nous avons enseigné »): cite généralement une mishna mais parfois aussi une baraïta (tradition tannaïtique qui n’a pas été incluse dans la Mishna)

### Questions
Les enseignements et opinions discutés sont évalués au moyen des outils suivants:

### Contradictions (kouchiyot)
- (Ve)reminèhou (ורמינהו et on a projeté sur [cette tradition]): contradiction entre deux opinions légales de même poids, par exemple:
  - une opinion d'un Tanna (dans la Mishna ou dans la baraïta) en contradiction avec l'opinion d'un autre Tanna. Il arrive parfois[1] qu'un Tanna puisse se contredire lui-même; la contradiction est résolue en expliquant que deux élèves confrontent leurs interprétations différentes d'un même enseignement, ou qu'un enseignement attribué à un certain Tanna n'est en réalité pas de lui, ou seulement en partie.
  - un verset contredisant un autre verset
- Beshalma (בשלמא): proposition d'une opinion qui crée une nouvelle kouchiya, en s'accordant avec l'une des deux opinions, mais en s'opposant à l'autre.